# Urania Mella Serrano
Urania Mella Serrano (Vigo, 15 de novembre de 1899 - Lugo, 26 de maig de 1945) va ser una política galega, precursora de l'associacionisme femení. Filla del pensador Ricardo Mella i d'Esperanza Serrano, i neta de Juan Serrano Oteiza, conegut anarquista madrileny i fundador de La Revista social, va ser presidenta de la secció de Vigo de la Unió de Dones Antifeixistes (UMA), així com membre del Socors Roig Internacional.

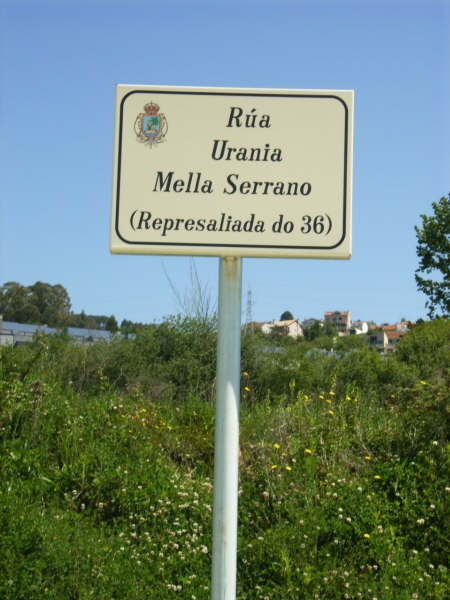
Placa a Vigo.

Dona molt culta i compromesa socialment, va ser mestra de piano i va estudiar Belles arts a l'Escola d'Arts i Oficis de Vigo. Des de molt jove va dedicar la seva vida a la defensa dels drets de les dones, ensenyant a llegir a les dones del barri de Lavadores per continuar des de la UMA.
Durant el cop d'estat de 1936, al costat del seu marit, Humberto Solleiro Rivera, van intentar defensar el barri, per posteriorment fugir a Redondela, on van ser detinguts. Va ser condemnada a mort en consell de guerra, condemna que va ser commutada per la de 30 anys de presó; però no la del seu marit, que va ser afusellat. Ja vídua, i deixant a Vigo quatre fills, va ser empresonada a la presó de Saturrarán, a Guipúscoa, durant 9 anys.

## Reconeixement i memòria
L'Ajuntament de Vigo va decidir en el ple del 31 de desembre de 2008 dedicar-li un carrer de la ciutat, mentre que el Ministeri de Foment va donar el seu nom a un vaixell de descontaminació de Salvament Marítim, que va ser botat a l'octubre del 2008. Aquest últim acte no va estar exempt de polèmica, en no haver-hi estat convidats els familiars de la política.
Sobre la vida de les dones empresonades a la presó de Saturrarán va ser presentat en el Festival de cinema de Sant Sebastià de 2010, el documental de Txaber Larreategi i Josu Martínez, Prohibido recordar, que protagonitzen les filles de la política gallega, Alicia i Conchita.
El 15 de desembre de 2010 i en compliment de la llei 52/2007 del 26 de desembre, mitjançant la qual la democràcia espanyola honora els qui van patir injusta persecució durant el cop d'estat de 1936 i la dictadura posterior, el ministre Francisco Caamaño Domínguez va expedir la Declaració de reparació i reconeixement personal al seu favor, en virtut de l'ordenat en el paràgraf 1, article 4 de l'esmentada llei.